# AZS Varsovia
El AZS Politechnika Warszawa es una entidad polideportiva, con sede en Varsovia, capital de  Polonia. Destaca su equipo de voleibol, y otro clubes como el de fútbol masculino o el de baloncesto. 

## Equipo de baloncesto
El equipo de baloncesto actualmente juega en la segunda división de la Polska Liga Koszykówki. Tuvo su época dorada en los años cincuenta y sesenta, donde conquistó dos ligas y jugó en varios torneos internacionales.

### Palmarés
- Tauron Basket Liga
  - Ganador (2): 1947, 1967.

## Equipo de voleibol
La sección del AZS Warszawa es la más conocida del equipo, y juega en la Polska Liga Siatkówki, la máxima categoría del país (también llamada por razones de patrocinio PlusLiga). 
Su nombre completo es AZS Politechnika Warszawska, después de haberse fusionado con este club a principios de la creación de la liga. En 2012 fue subcampeón de la Challenge Cup, donde cayó ante el también polaco AZS Częstochowa.

### Palmarés
- Copa de Polonia
  - Ganador (6): 1934, 1950, 1951, 1953, 1954, 1955
    - 2 º lugar (4): 1933, 1935, 1969, 1972
      - 3.er lugar (1): 1952

- Challenge Cup
  - Sucampeón (1): 2012